# Callisphecia oberthueri
Callisphecia oberthueri là một loài bướm đêm thuộc họ Sesiidae. Loài này có ở Cameroon.